# Processos psicosocials bàsics
Els Processos psicosocials bàsics són aquells processos psicosocials implicat en els àmbits de la percepció social, l'atribució o les explicacions de l'acció social, les actituds, la motivació social i configuració de la identitat personal i social.

## Interacció

### Socialització i identitat social
Per socialització entenem el procés a través del qual les persones adoptin els codis de conducta propis de la seva societat, adquireixen les seves normes i actuen dins de les mateixes sense perdre la seva individualitat. Aquest procés també es coneix com a internalització o consciència desenvolupada. S'accepta que a l'etapa infantil el nen adquireix molts codis de conducta en diferents contextos socials, que en l'adolescència es qüestiona la justícia dels codis i s'intenta legitimar-los mentre que en l'etapa adulta les creences sostingudes poden canviar.
La identitat social entenem la consciència social o consciència que l'individu té del món que l'envolta i d'ell mateix com a integrant. Podem definir-ho com el conjunt d'autodefinicions d'un mateix i dels altres, sobre la base de similituds amb membres de certes categories socials, i diferències amb membres d'altres categories socials.

#### Fases de socialització
Podem diferenciar dues grans fases en el procés de socialització
- Socialització primària: Es realitza en el grup primari de referència, la família, i es caracteritza per una etapa on s'aprenen les habilitats socials bàsiques de relació amb els altres i amb l'entorn bàsic de la llar i la família. Aquesta fase està impregnada per una etapa egocèntrica del nen, però on prenent important rellevància els altres significants, o sigui les persones rellevants pel nen que li permetran assimilar el concepte denominat enculturalització, o sigui assimilar les manifestacions bàsiques de la vida cultural del seu grup.

- Socialització secundària: Es desenvolupa als grups secundaris i en institucions com l'escola. En aquesta fase es posa en marxa el procés d'aculturalització, on el nen internalitza les institucions i les subcultures.

#### Teories socialitzadores
Hi ha diverses teories de socialització:
- Teoria Psicoanalítica: Basada en la teoria de Sigmund Freud, explica la construcció de la identitat mitjançant el desenvolupament de les 3 estructures de personalitat en conflicte. L'allò o id, és la part que allotja els desigs més instintius, que el nen són controlats pels pares que exerceixen de figura autoritària fins al desenvolupament del superjò o superego que inclou els valors morals i les prohibicions. entremig, queda el jo que media entre l'allò i els pares o superjò desenvolupant mecanismes de defensa.

- Teoria del desenvolupament cognoscitiu: Proposada per Jean Piaget i basada en el tipus de raonament que s'utilitzen per resoldre problemes lògics. Argumenten que l'efecte de qualsevol experiència de socialització depèn de com el nen la percep o la interpreta. Segons Piaget els nens petits usen:
  - Una moralitat de constricció, basada en l'egocentrisme i l'externalització i imposició de regles inalterables i permanents, a les quals se sotmeten per respecte a les figures d'autoritat.
  - Una moralitat de cooperació, un cop són més grans on usen un raonament més autònom i sociocèntric. Les regles són conviccions socials necessàries per mantenir l'ordre social. Les seves premisses foren més desenvolupades per Lawrence Kohlberg, qui defensava que els éssers humans poden passar pels següents tres nivells de desenvolupament moral:[4]

- - Nivell Preconvencional: En aquest nivell encara no existeix una concepció clara dels conceptes de Bé o Mal. Per això considerarem bones les coses per les quals ens premien, i dolentes aquelles per les quals ens castiguen. Aquest nivell té dos estadis: Egocentrisme (els agents externs determinen què ha de fer-se o no, és el nivell màxim d'heteronomia moral) i Individualisme (s'assumeixen les normes si van en benefici propi).

- - Nivell Convencional. En aquest nivell ja existeix una concepció del Bé i del Mal, però relacionada amb el concepte de grup. Considerem bo, allò que creiem que el grup accepta com a correcte. Aquest nivell té dos estadis: Gregarisme (actuem seguint el criteri del grup amb l'objectiu de ser acceptats per aquest) i comunitarisme (seguim les normes perquè proporcionen un bé comú)

- - Nivell Postconvencional. En aquest nivell la concepció del Bé o del Mal és la personal i pròpia. Aquest nivell té dos estadis: Relativisme (es considera que totes les visions i opinions són igualment acceptables) i Universalisme (Es considera que existeixen uns valors ètics universals que estan per sobre de les obligacions legals). Segons Kohlberg, només un 5% de la població arriba al darrer estadi, quedant-se la major part de la població en nivells anteriors.

- Teoria de l'aprenentatge social: Es basa en el fet que qualsevol conducta és apresa a través de l'aprenentatge observacional. El seu autor més representatiu és Albert Bandura.

- Teoria etològica: Defensa la predisposició biològica a l'aprenentatge de diversos patrons de conducta a causa dels seus valors adaptatius. Cal destacar les aportacions de John Bowlby.

De totes maneres, la psicologia social sembla haver arribat a un acord en concebre la identitat social com un concepte flexible que no es pot separar de la societat ni les circumstàncies on està definida. El concepte d'identitat social va lligat a la idea de consciència social i ho podem entendre com la consciència que un individu té del món que l'envolta i d'ell mateix com formant-ne part.

## Percepció i categorització social
La percepció social és el procés pel qual ens formem una impressió d'una altra persona i establim una relació amb ella. Aquest procés implica deduir els trets i les emocions de l'altre i definir les expectatives mútues. Hi ha tres aspectes bàsics en el procés de percepció social:

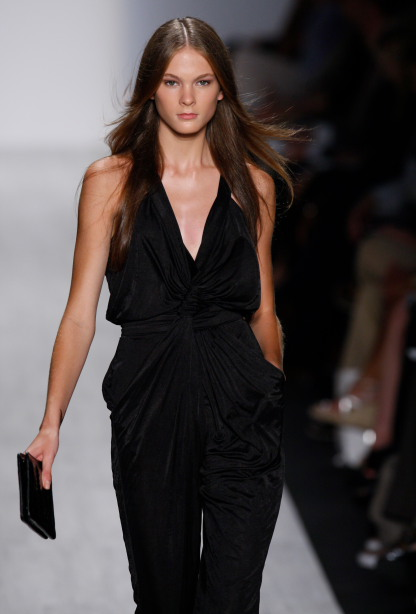
L'atractiu físic és un factor clau, ja que a la gent atractiva físicament se li atribueixen característiques positives

- Impressions: Altament influïdes pel context. Interpretem les reaccions dels altres en funció de la informació contextual que tenim. Aquí hi té un paper clau l'atractiu físic, ja que a la gent atractiva físicament se li atribueixen característiques positives. Un altre element important és l'efecte de primacia, que explica com la informació inicial té més efecte que la posterior.

- Comunicació d'emocions: La universalitat de la majoria de signes d'emoció permet la formació d'impressions i la interacció amb persones d'orígens diferents.

- Interacció cara a cara: Les expectatives de l'observador afecten el que es percep, de manera que la profecia de l'autorrealització és el fenomen que ocorre quan les expectatives causen la realització d'aquestes.

La formació d'impressions té una importància clau en els processos de categorització social. Entenem per categorització social aquell conjunt de processos psicològics que porten a ordenar l'entorn en termes de categoria:
- grups de pertinença
- objectes i esdeveniments

La identitat social constitueix la base de la conducta de grup d'acord amb els treballs de Henri Tajfel i John Turner, formada per tres determinants:
- Identificació, de nosaltres dins dels grups que ens amplien l'autoestima.
- Comparació d'uns grups amb altres grups, que ens permeten veure qui són els iguals i qui els diferents.
- Distinció de la identitat del mateix grup d'una forma positiva respecte d'altres grups.

És important també tenir en compte els biaxos i errors atributius, consistents en atribuir el fracàs al fet d'una determinada pertinença social, mentre que l'èxit s'atribueix a la sort. L'altre component important és l'error últim d'atribució que succeeix quan els èxits i fracassos s'atribueixen a causes diferents segons sigui el grup que les realitzi.

## Prejudicis socials
El prejudici és un tipus d'activitat generalment negativa cap a determinades persones, que és originada pel fet que pertanyen a determinades categories socials i no per les seves característiques o accions individuals. Relacionat trobem el concepte d'estereotips pel qual entenem aquell conjunt de creences socials associades a una determinada categoria grupal, que estan a la base de la formació del prejudici i en la seva justificació. L'existència dels estereotipus es pot considerar una conseqüència dels processos de categorització social, mentre que els prejudicis són conseqüència d'aquesta percepció estereotipada de la realitat.
Malgrat que no necessàriament els prejudicis i els estereotips han de portar a la discriminació, és innegable que tenen uns efectes sobre la conducta, com per exemple generar expectatives sobre la conducta de determinats grups, és a dir, esbiaixen i filtren informació distorsionant i la percepció de la realitat.
Segons alguns autors amb el maneig de les impressions podem distingir diferents situacions prejudicioses:
- Racisme modern: Es rebutgen les qüestions prejudicioses però es manifesten involuntàriament de forma emocional, cognitiva i conductual justificant-les amb la manca d'adaptació.
- Ambivalència: S'accepta l'igualitarisme però es tenen actituds contràries transitòries depenent de la situació.
- Racisme aversiu: Manifesten ambivalència entre emocions positives i negatives, però quan les condicions anti-prejudici no estan clares apareix amb més facilitat la manifestació prejudiciosa.

## Actituds. Formació i canvis d'actituds

### Concepte d'actitud
Entenem per actitud un sentiment d'avaluació bo o dolent cap a un objecte particular, persona o problema identificable de l'ambient. En les actituds podem identificar tres components:
- El component afectiu: sentiments d'avaluació.
- El component cognitiu: creences i coneixements i/o idees sobre l'objecte
- El component connatiu o comportamental: Intencions de conducta o tendència d'acció.

### Formació i canvis d'actitud
Les actituds depenen fonamentalment de les creences. Per a les creences hi ha dues fonts bàsiques:
- L'experiència personal directa
- Les altres persones: influència paterna (pare i mare), grups de referència, institucions, mitjans de comunicació, etc.

A la formació de creences també hi poden intervenir processos d'exposició directa o el condicionament clàssic. Un canvi d'actitud suposa la creació o modificació d'una creença i es pot explicar pel mecanisme de tres hipòtesis:
- Teories de la consistència: Els individus intenten mantenir una consistència psicològica entre les seves creences, actituds i conductes, i quan hi ha inconsistències es tendeix a restaurar la consistència. Així els canvis en les creences i/o en les actituds es produirà si els individus obtenen nova informació que sigui consistent amb les seves opinions prèvies o si les inconsistències en les seves creences i actituds actuals són notables. En aquest sentit la principal explicació que ha aportat llum en aquest cas és la de la dissonància cognitiva[7] que es basa en el fet que quan una persona té una o més idees o actituds incoherents generen un estat negatiu d'activació anomenat dissonància, que fa que el qui la pateix experimenti una motivació per reduir-la. El grau de dissonància depèn de la magnitud de la incoherència i les formes de reducció busquen reduir la incoherència o la importància assignada al tema.

- Mètode funcional postul·la que, atès que les actituds compleixen una sèrie de funcions per l'individu, si es vol canviar-les, s'han de proporcionar mitjans alternatius de satisfer aquestes necessitats.

- Teories sobre la persuasió: S'interessa pels efectes sobre les actituds dels missatges persuasius provinents d'una font externa i analitzen la persuasió en termes de característiques de la font, del missatge i l'audiència.